# Sarah Niles
Pour les articles homonymes, voir Niles.
Sarah Niles est une actrice britannique, née le 17 juin 1987 à Thornton Heath en Angleterre.

## Filmographie

### Cinéma
- 1999 : Station : une jeune amoureuse
- 2008 : Be Happy : Tash
- 2010 : London Boulevard : l'infirmière en chef
- 2012 : Now Is Good : une infirmière
- 2013 : Coup de foudre à Austenland : Delilah
- 2014 : Salsa Fury : une élève de salsa
- 2014 : Still : la directrice Mme Jones
- 2014 : Théâtre : The Crucible : Tituba
- 2019 : Rocks : Mme Booker
- 2020 : Richard II : Bolingbroke
- 2021 : Guide Me Home : Michelle
- 2022 : This Is Christmas : Judith
- 2023 : The Toxic Avenger : le maire Togar
- 2024 : Bienvenue chez les Loud : Espionner peut attendre : X
- 2025 : F1 : Bernadette
- 2025 : Heads of State : Simone Bradshaw
- 2025 : Les Quatre Fantastiques : Premiers pas : Lynne Nichols

### Télévision
- 1999 : Inspecteur Frost : WPC (1 épisode)
- 2008 : Peep Show : la caissière (1 épisode)
- 2008 : Doctor Who (1 épisode)
- 2008-2009 : Beautiful People : Reba (10 épisodes)
- 2011 : Being Human : La Confrérie de l'étrange : Dr Hayley Hamilton (1 épisode)
- 2014 : Meurtres au paradis : Sylvaine Dor (1 épisode)
- 2015 : Spotless : Diane Squire (3 épisodes)
- 2015-2019 : Catastrophe : Melissa (8 épisodes)
- 2016 : Lucky Man : l'infirmière Aboko (1 épisode)
- 2017 : Holby City : Miriam Sugarman (1 épisode)
- 2018 : Moving On : Debs (1 épisode)
- 2020 : Dracula : Meg (1 épisode)
- 2020 : Trying : Alisha (2 épisodes)
- 2020 : I May Destroy You : Officière Funmi (3 épisodes)
- 2021 : Viewpoint : Jill Conroy (5 épisodes)
- 2021-2023 : Ted Lasso : Dr Sharon Fieldstone (13 épisodes)
- 2022 : Sandman : Rosemary (1 épisode)
- 2022 : Riches : Claudia Richards (6 épisodes)
- 2023 : Les Razmoket : Nanny Pip (1 épisode)
- 2024 : Damnés : Mme Miriam et Sophia (8 épisodes)
- 2024 : Bienvenue chez les Loud : X (1 épisode)